# Berufsfliegerkorps

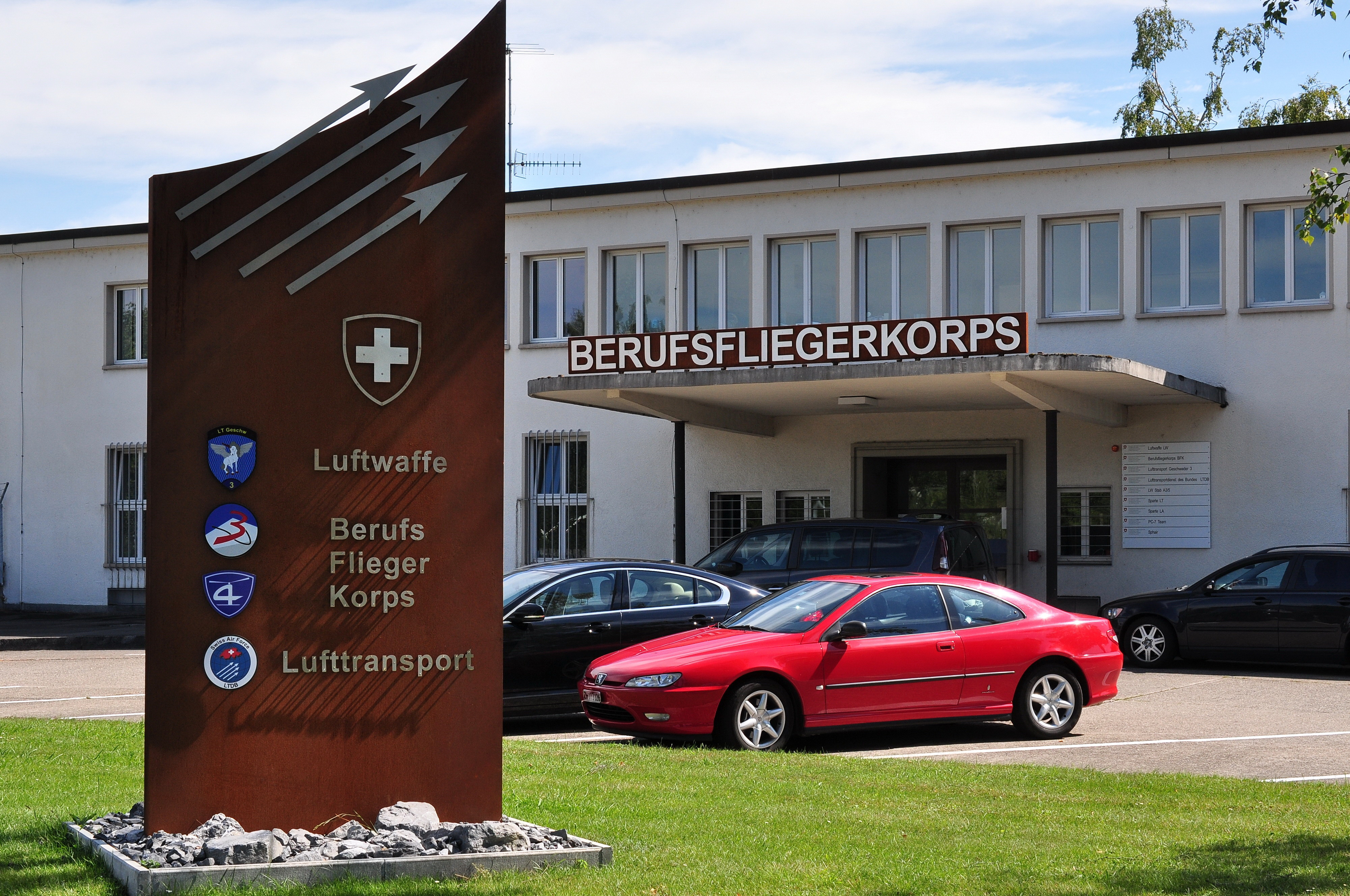
Sitz des Berufsfliegerkorps auf dem Militärflugplatz Dübendorf

Das Berufsfliegerkorps (BFK, französisch corps des aviateurs professionnels, italienisch Corpo degli aviatori di professione) ist eine Organisation zur Betreuung der Berufspiloten der Schweizer Luftwaffe. Es handelt sich nicht um eine militärische Formation. Sie ging hervor aus dem von 1941 bis 2005 existierenden Überwachungsgeschwader.

## Geschichte
Schweizer Militärpiloten waren im 20. Jahrhundert grundsätzlich Milizsoldaten. Am 3. April 1939 beantragte der Bundesrat gegenüber dem Parlament die Schaffung eines Berufsfliegerverbandes. Zuvor war es bereits zu unerwünschten Überflügen des Landes durch Flugzeuge gekommen, welche am spanischen Bürgerkrieg teilnahmen. Im Juni 1939 wurde die Bewilligung für den dazu vorgeschlagene Kredit über 75 Millionen Franken erteilt. Durch den Ausbruch des Zweiten Weltkriegs verzögerte sich die Einführung, weshalb der 4. November 1941 als Gründung des Überwachungsgeschwaders (UeG) gilt. Bei Angehörigen des Überwachungsgeschwaders handelte es sich neben den Angehörigen des Festungswachtkorps um die einzigen Berufsmilitärs in der Schweiz. 	
Das Überwachungsgeschwader war fortan verantwortlich für die Sicherung der Luftneutralität, aber insbesondere auch für die technische und taktische Weiterentwicklung der Flugwaffe. Während des Weltkriegs bestanden drei UeG-Staffeln, ausgerüstet mit Morane und C-3603. Bei Kriegsende wurde auf Anraten des Generals die Formation beibehalten und auf vier Staffeln ausgebaut. Piloten und Beobachter waren im Beamtenstatus angestellt.
Ende der 1990er-Jahre umfasste der Verband die Fliegerstaffeln 1, 10 und 11 in Dübendorf, sowie die Fliegerstaffeln 16, 17 und 18 in Payerne. Die Kriegsstützpunkte der Staffeln lagen 1983 in Alpnach (Staffel 18), Buochs (10 und 16), Meiringen (11) Payerne (1, 17 und Detachement 10) und in Sion (Detachement der Staffel 10). Die Helikoptergruppe war in Alpnach und Dübendorf beheimatet und bemannte unter anderem ab 1969 den Militär-Helikopter-Rettungsdienst.
Für das Jahr 1983 waren 134 Personen im UeG eingeteilt, wovon 124 Piloten waren. Die durchschnittliche Flugstundenzahl betrug 200 Stunden, ungefähr je zur Hälfte als Fluglehrer und als Kampfpiloten. Das UeG erzeugte so 22'000 Flugstunden mit 52'000 Starts. Die Piloten flogen auch für die zivilen Behörden sowie Zoll und Polizei und bemannten die Flugzeuge der Landestopographie. Daneben stellten sie die Piloten der Vorführteams Patrouille Suisse und PC-7 Team. Mit der Umbildung der Luftwaffe zur Luftwaffe XXI wurde die Verantwortung zur Ausbildung aller Fliegerstaffeln ans UeG übertragen. Bei der Umstrukturierung während des sogenannten Reformschritts 06 wurden die Flugplatzkommandos gestärkt und es blieb kein Platz mehr für das UeG.
Das Überwachungsgeschwader wurde per Ende 2005 aufgelöst und das Personal in das Berufsfliegerkorps überführt. Das Kommando des BFK befindet sich auf dem Militärflugplatz Dübendorf.